# Josef Václav Myslbek
Pour les articles homonymes, voir Myslbek.
 (mai 2025).
La mise en forme du texte ne suit pas les recommandations de Wikipédia : il faut le « wikifier ».
Les points d'amélioration suivants sont les cas les plus fréquents. Le détail des points à revoir est peut-être précisé sur la page de discussion.
- Les titres sont pré-formatés par le logiciel. Ils ne sont ni en capitales, ni en gras.
- Le texte ne doit pas être écrit en capitales (les noms de famille non plus), ni en gras, ni en italique, ni en « petit »…
- Le gras n'est utilisé que pour surligner le titre de l'article dans l'introduction, une seule fois.
- L'italique est rarement utilisé : mots en langue étrangère, titres d'œuvres, noms de bateaux, etc.
- Les citations ne sont pas en italique mais en corps de texte normal. Elles sont entourées par des guillemets français : « et ».
- Les listes à puces sont à éviter, des paragraphes rédigés étant largement préférés. Les tableaux sont à réserver à la présentation de données structurées (résultats, etc.).
- Les appels de note de bas de page (petits chiffres en exposant, introduits par l'outil «  Source ») sont à placer entre la fin de phrase et le point final[comme ça].
- Les liens internes (vers d'autres articles de Wikipédia) sont à choisir avec parcimonie. Créez des liens vers des articles approfondissant le sujet. Les termes génériques sans rapport avec le sujet sont à éviter, ainsi que les répétitions de liens vers un même terme.
- Les liens externes sont à placer uniquement dans une section « Liens externes », à la fin de l'article. Ces liens sont à choisir avec parcimonie suivant les règles définies. Si un lien sert de source à l'article, son insertion dans le texte est à faire par les notes de bas de page.
- La présentation des références doit suivre les conventions bibliographiques. Il est recommandé d'utiliser les modèles {{Ouvrage}}, {{Chapitre}}, {{Article}}, {{Lien web}} et/ou {{Bibliographie}}. Le mode d'édition visuel peut mettre en forme automatiquement les références.
- Insérer une infobox (cadre d'informations à droite) n'est pas obligatoire pour parachever la mise en page.

Pour une aide détaillée, merci de consulter Aide:Wikification.
Si vous pensez que ces points ont été résolus, vous pouvez retirer ce bandeau et améliorer la mise en forme d'un autre article.
 (juin 2022).
Le contenu est difficilement compréhensible vu les erreurs de traduction, qui sont peut-être dues à l'utilisation d'un logiciel de traduction automatique.

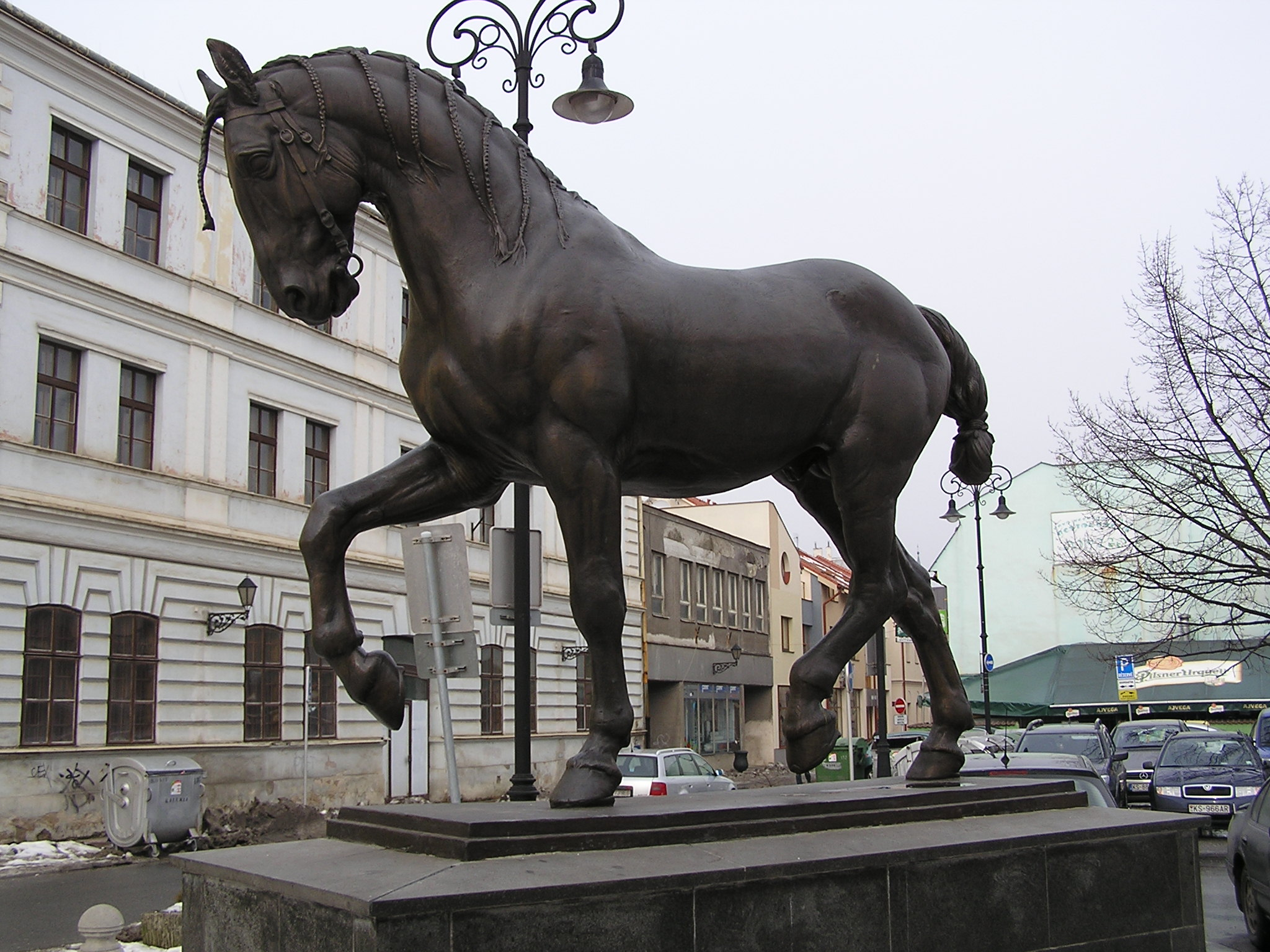
Le Stallion Ardo, par Myslbek Košice, Slovaquie - a servi de modèle pour la statue équestre de la place saint Venceslas.

Josef Václav Myslbek (20 juin 1848 – 2 juin 1922) était un sculpteur tchécoslovaque connu pour avoir fondé le style moderne tchécoslovaque en sculpture.

## Enfance
Josef a vécu une enfance pauvre dans la banlieue de Prague, alors sous domination autro-hongroise. Sa famille le destinait à devenir cordonnier mais il a échappé à son destin en se rapprochant de sculpteurs tchèques. Comme il n'y avait pas de formation à la sculpture, il n'a tout d'abord pas pu se former et il a dû se contenter d'apprendre la peinture à l'Académie des beaux-arts de Prague.

## Carrière de sculpteur

### Formation
Josef Václav Myslbek ouvrit son propre atelier de sculpture. Il a été fortement influencé par la sculpture française (il a voyagé à Paris), ainsi que par la photographie et la littérature.

### Œuvres
C'est en 1871 qu'il exécute ses plus grandes œuvres telles qu'un ensemble de statues pour le Théâtre national, qui a employé le travail des plus grands artistes de l'époque. Il sera ensuite l'auteur de plusieurs bustes et monuments de personnalités tchèques célèbres, telles que Bedřich Smetana ou František Palacký.
Mais son œuvre la plus connue est la statue équestre de saint Venceslas, actuellement au centre de la place Venceslas, à Prague. Il lui a fallu plus de vingt ans pour réaliser cette sculpture qui allait devenir l'un des monuments les plus connus de Prague et un symbole de la nation tchèque.
Il a aussi créé les statues de quatre paires de couples légendaires du pont Palacký, aujourd'hui exposées au parc Vyšehrad à Prague : Ctirad et Šárka (cs), Libuše et Přemysl, Lumír et Píseň et Záboj et Slavoj.

### Liste des œuvres les plus importantes
1869–1874 : Monument tchèque à Gräfenberg
1871–1872 : Drame et opéra pour l'entrée latérale au bord de l'eau du Théâtre national
1874–1877 : Monument à Jan Žižka à Tábor
1877–1890 : Crucifix sur la tombe Stupecký dans les cimetières d'Olšany, sur la tombe de la famille Ringhoffer à Kamenice et dans l'église du Sacré-Cœur à Paris
1878–1879 : sarcophage de Václav Švagrovský
1879–1880 : Monument à Jan Žižka à Čáslav, piédestal conçu par l'architecte Antonín Wiehl
1881–1883 : Décoration sculpturale de l'hospice de la ville de Prague  
1881–1897 : Sculptures Lumír et Píseň, Přemysl et Libuše, Záboj et Slavoj, Ctirad et Šárka (cs) pour le pont Palacký à Prague
1883–1884 : Pierre tombale de Karel Sladkovský dans les cimetières d'Olšany
1885 : portrait de František Palacký
1887–1924 : monument équestre de St. Place Venceslas sur la place Venceslas à Prague
1888 : Statue de St. Josef Hrobek de la famille Daubka Liteň, architecte Antonín Wiehl
1889–1891 : Portrait de František, comte de Thoune-Hohenstein
1890 - Portrait du comte Ervín Nostic-Rieneck
1891 - Portrait du comte Vojtěch Kounice
1892–1895 : monument au cardinal Bedřich Schwarzenberg dans l'église de St Bienvenue à Hradčany
1892–1893 : décoration sculpturale de la façade de l'église Ste Ludmila à Vinohrady
1893–1894 : portrait de Bedřich Smetana
1895–1898 : décoration sculpturale de la Caisse d'épargne municipale de Prague dans la rue Rytířská (1892–94)
1896–1897 - buste de Lev Thun et Jindřich Clam-Martinice pour la salle du Parlement à Vienne
1897–1899 - Tombe de Beneš dans les cimetières d'Olšany
1900–1901 - portrait de Josef Hlávka
1902-1903 - portrait personnel, dans la partie inférieure portraits en relief, à gauche: Josef Thomayer et Jaroslav Vrchlický, recto: Josef et Zdenka Hlávek, à droite: Josef Stupecký, Julius Zeyer
1903–1911 - tombe de František Ladislav Rieger à Vyšehrad
1904-1907 - groupes décoratifs pour la Hofburg à Vienne
1908–1909 - portrait de Vojtěch, chevalier Lanny
1910-1912 - monument à Karel Hynek Mácha sur Petřín
1913 - Plaque commémorative de l'archiduc François Ferdinand d'Este

### Enseignement
Myslbek a travaillé comme professeur à l'École des arts appliqués à partir de 1885 et à partir de 1896, il est devenu professeur à l'Académie des beaux-arts. Il a ainsi influencé un certain nombre de sculpteurs de la génération à venir: Stanislav Sucharda et Bohumil Kafka, ainsi que Otakar Španiel, Quid Kocián, Josef Mařatka, Ladislav Šaloun et Jan Šturs.

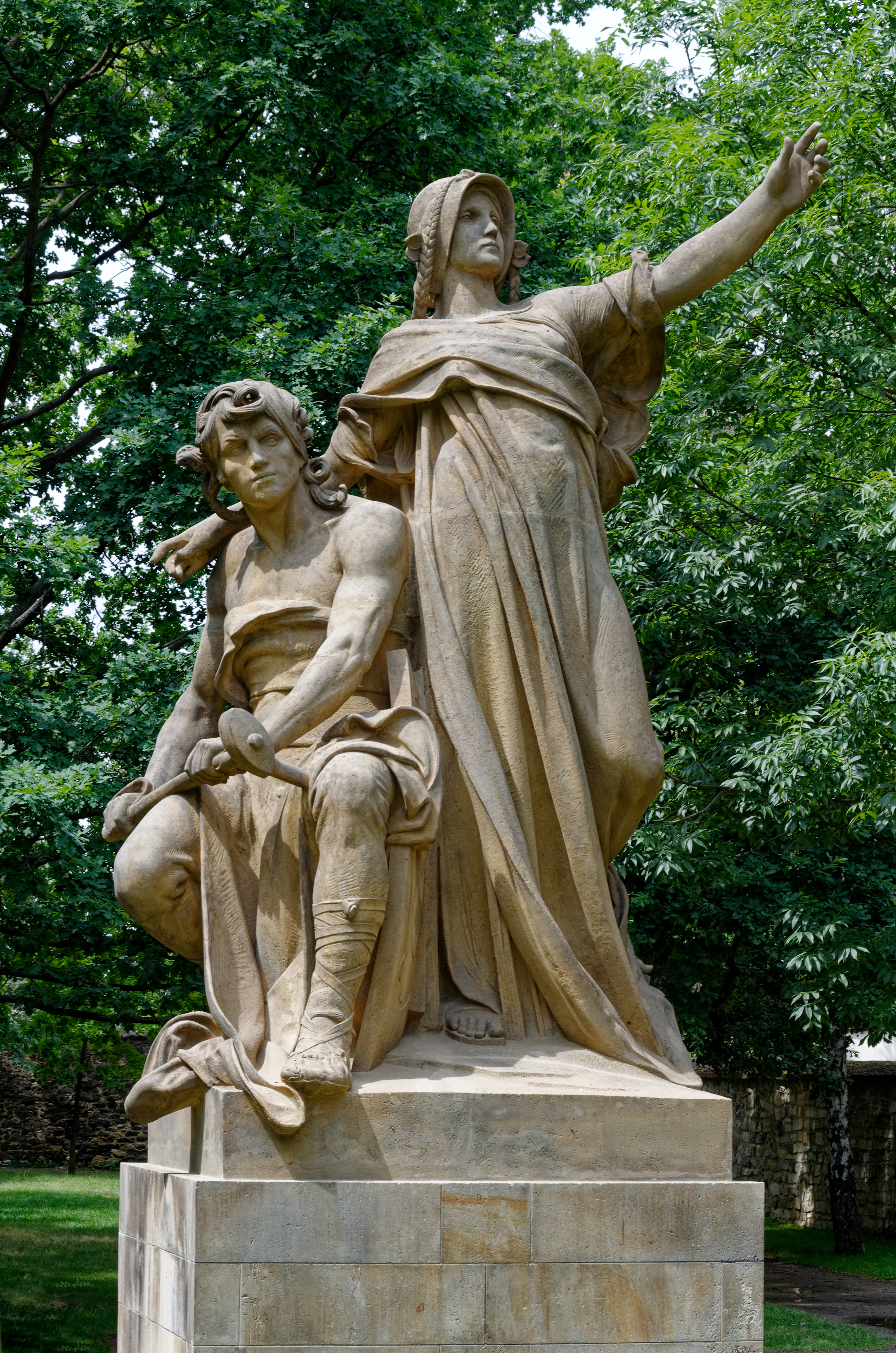
Přemysl et Libuše
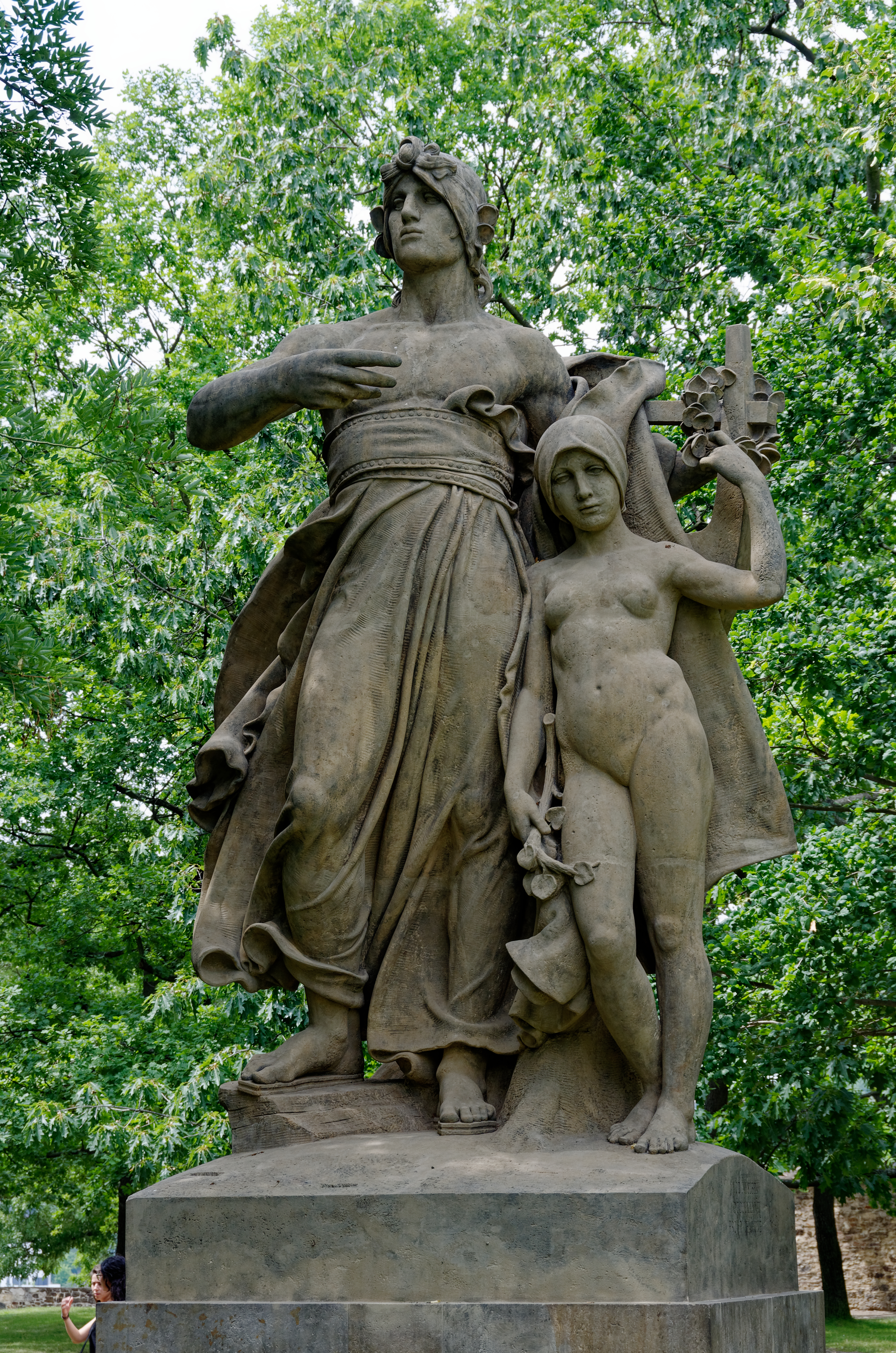
Lumír et Píseň
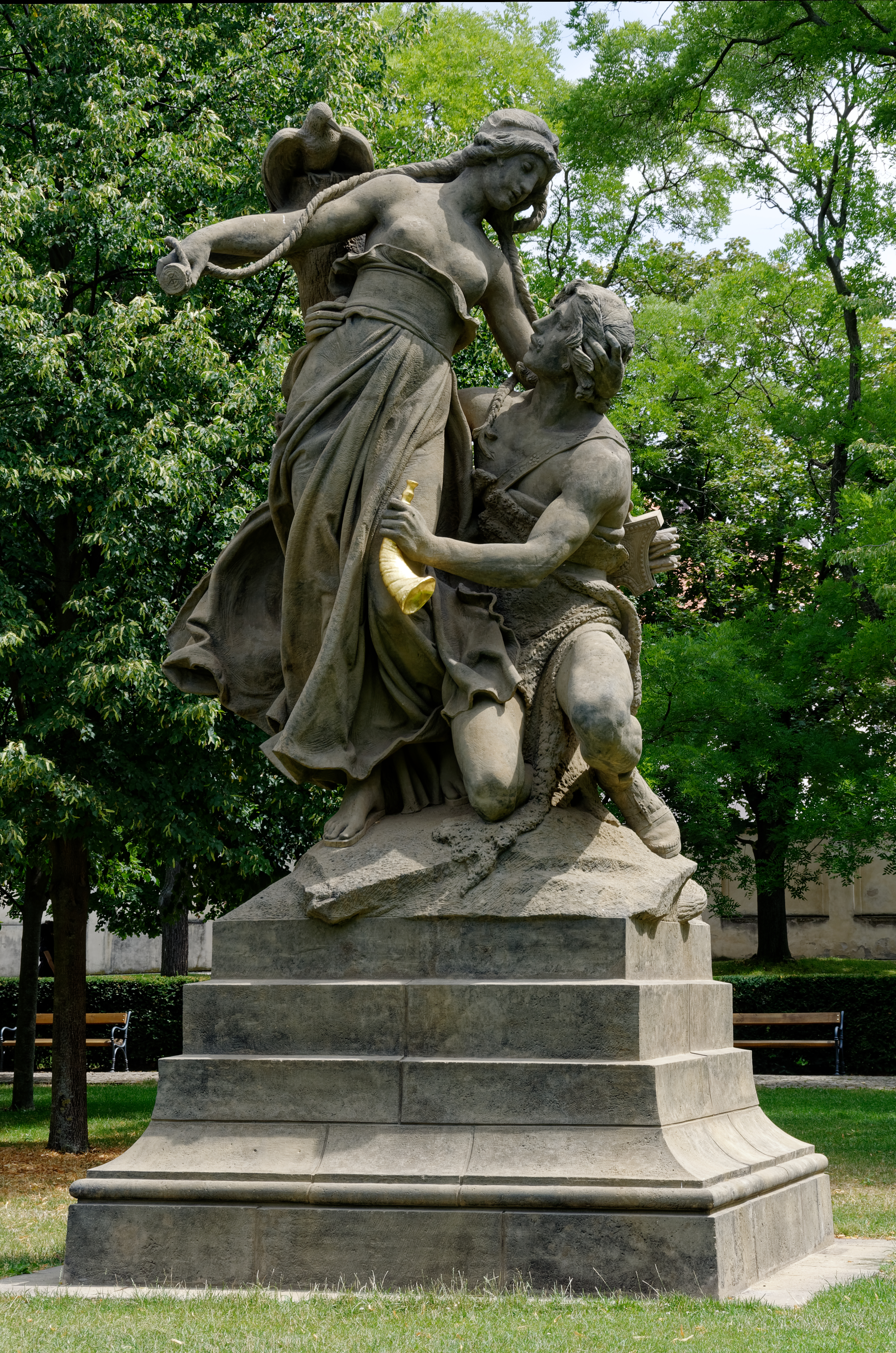
Ctirad et Šárka (cs)

## Postérité
Josef Václav Myslbek a influencé une génération entière de sculpteurs tchèques. Stanislav Sucharda, Jan Štursa, Bohumil Kafka et Otokar Španiel comptent parmi ses disciples.
Il est enterré au cimetière national de Prague aux côtés d'autres célèbres personnalités tchèques (Bedřich Smetana, Antonín Dvořák, Karel Čapek, Mikoláš Aleš, Alfons Mucha, Jan Štursa).